# Les Lilas
Les Lilas (franskt uttal: [le lila]
 ( lyssna)) är en kommun i departementet Seine-Saint-Denis i regionen Île-de-France i norra Frankrike. Kommunen ligger i kantonen Bagnolet som tillhör arrondissementet Bobigny. År 2022 hade Les Lilas 23 262 invånare.

## Befolkningsutveckling
| Befolkningsutvecklingen i Les Lilas 1968–2021 | Befolkningsutvecklingen i Les Lilas 1968–2021 | Befolkningsutvecklingen i Les Lilas 1968–2021 | Befolkningsutvecklingen i Les Lilas 1968–2021 | Befolkningsutvecklingen i Les Lilas 1968–2021 |
| --------------------------------------------- | --------------------------------------------- | --------------------------------------------- | --------------------------------------------- | --------------------------------------------- |
|                                               |                                               |                                               |                                               |                                               |
| År                                            |                                               |                                               | Folkmängd                                     |                                               |
| 1968                                          | 1968                                          |                                               | 15 817                                        |                                               |
| 1975                                          | 1975                                          |                                               | 20 054                                        |                                               |
| 1982                                          | 1982                                          |                                               | 20 354                                        |                                               |
| 1990                                          | 1990                                          |                                               | 20 118                                        |                                               |
| 1999                                          | 1999                                          |                                               | 20 226                                        |                                               |
| 2007                                          | 2007                                          |                                               | 22 324                                        |                                               |
| 2015                                          | 2015                                          |                                               | 22 964                                        |                                               |
| 2021                                          | 2021                                          |                                               | 23 469                                        |                                               |